# Ilybius thynias
Ilybius thynias är en skalbaggsart som beskrevs av Hans Fery och Przewozny 2011. Ilybius thynias ingår i släktet Ilybius och familjen dykare. Inga underarter finns listade i Catalogue of Life.